# Avenue de Rangueil
Pour les articles homonymes, voir Rangueil et Rangueil (métro de Toulouse).
L'avenue de Rangueil (en occitan : avenguda de Ranguèlh) est une voie de Toulouse, chef-lieu de la région Occitanie, dans le Midi de la France.

## Situation et accès

### Description
L'avenue de Rangueil est une voie publique. Elle traverse les quartiers de Sauzelong et de Rangueil. Elle correspond à une partie de l'ancien chemin vicinal 20 qui, en se séparant de la route de Narbonne après le faubourg Saint-Agne, la retrouvait au bas de Pech-David, près du château de Bellevue, en suivant un itinéraire plus à l'est (actuels avenue de Rangueil et chemin des Maraîchers).
La chaussée compte, entre l'avenue Jules-Julien et la rue Érasme, une voie de circulation automobile à double-sens, et au-delà, une voie de circulation automobile dans chaque sens de circulation. Elle appartient sur toute sa longueur à une zone 30 et la vitesse y est limitée à 30 km/h.

### Voies rencontrées
L'avenue de Rangueil rencontre les voies suivantes, dans l'ordre des numéros croissants (« g » indique que la rue se situe à gauche, « d » à droite) :
1. Avenue Jules-Julien
2. Avenue Aristide-Briand
3. Rue Desiderius-Erasme (g)
4. Avenue d'Italie (g)
5. Rue Pierre-de-Ronsard
6. Avenue Albert-Bedouce
7. Avenue des Avions (g)
8. Rue Bernard-Lasserre (g)
9. Avenue des Écoles-Jules-Julien - accès piéton (d)
10. Rue Noël-Ballay (g)
11. Rue des Cormiers (d)
12. Rue des Libellules (g)
13. Rue Léon-Bonnat (g)
14. Rue René-Duguay-Trouin (g)
15. Chemin du Canal (g)
16. Chemin de la Pélude (d)
17. Chemin des Maraîchers (d)
18. Rue Jacques-Farran (g)
19. Cours des Sciences (d)
20. Rue Alice-Milliat
21. Avenue du Colonel-Roche (g)
22. Allée Huguette-Delavault (d)

### Transports
L'avenue de Rangueil n'est pas, dans sa première partie entre l'avenue Jules-Julien et l'avenue Albert-Bedouce, directement desservie par les transports en commun Tisséo, quoique, sur la première, se trouvent les arrêts de la ligne de bus 34. Dans sa deuxième partie, entre l'avenue Albert-Bedouce et le chemin des Maraîchers, elle est parcourue par la ligne de bus 44 qui marque également l'arrêt, au bout de l'avenue Albert-Bedouce, devant la station de métro Saouzelong, et sur le chemin des Maraîchers près de la station Faculté-de-Pharmacie, sur la ligne de métro . Enfin, dans sa dernière partie entre le chemin des Maraîchers et l'avenue du Colonel-Roche, l'avenue de Rangueil est parcourue par la ligne de bus 78.
Il existe également plusieurs stations de vélos en libre-service VélôToulouse le long de l'avenue ou des voies les plus proches : les stations no 159 (96 avenue Jules-Julien), no 161 (35 avenue de Rangueil), no 166 (23 rue Guyou), no 228 (face au 35 chemin des Maraîchers), no 229 (129 avenue de Rangueil) et no 230 (141 avenue de Rangueil).

## Odonymie
L'avenue tient son nom d'un domaine et d'un château de plaisance qui appartenait, au début du XVIIIe siècle, à Louis-François de Rangueil, directeur général des gabelles et des fermes du roi, et capitoul en 1730 (emplacement des actuels no 66-70). Ce nom est ancien, puisqu'il est déjà connu au XVe siècle. À la fin du XVIIIe siècle, le domaine de Rangueil passa à Joseph d'Espic de Ginestet, conseiller au Parlement de 1753 à 1788, et on trouve également le nom de chemin de Ginestet à cette période.
Le nom de Rangueil a été porté par d’autres voies de Toulouse : l'allée de Rangueil (ancienne allée qui menait du no 36 route de Narbonne au château), le chemin de traverse de Rangueil (actuelle rue Léon-Bonnat), le petit chemin de Rangueil (actuelles rues Noguès, Molière ou Camille-Desmoulins) et enfin la rue de Rangueil (actuelle rue Ronsard). 

## Histoire

### Moyen Âge et période moderne
Au Moyen Âge, le chemin de Rangueil est un chemin rural, qui traverse la campagne au sud de la ville de Toulouse. Il permet, depuis le grand-chemin Français (actuelle avenues de l'U.R.S.S. et Jules-Julien, et route de Narbonne), de rejoindre la vallée de l'Hers près du domaine du Palays. C'est un terroir rural, traversé par plusieurs ruisseaux qui descendent de Pech David, comme le Mièjesolle (emplacement de l'actuel chemin des Maraîchers), ou du seuil de Lespinet, comme le Sauzat (emplacement de l'actuelle rues du Midi, Léo-Lagrange et des Trente-Six-Ponts) et s'étalent dans la plaine de Rangueil ou de « l'Espinet ». L'espace est mis en valeur par plusieurs fermes et métairies, qui appartiennent pour certaines aux puissants ordres religieux de la ville, tels l'ordre de Saint-Jean de Jérusalem et le prieuré de la Daurade. La métairie de la Bourdiche, qui s'étend sur une trentaine d'hectares, appartient au couvent des Grands Carmes. 
En 1667, le chemin est coupé par la création du canal du Midi.
Le domaine de Rangueil, dont le château est construit au début du XVIIIe siècle pour Louis-François de Rangueil, directeur des gabelles et des fermes du roi, puis capitoul en 1730 (emplacement des actuels no 66-70). 

### Époque contemporaine
À la Révolution française, le domaine de Rangueil appartient à Joseph-Marie-Antoine Ginestet, conseiller au Parlement. La métairie de la Bourdiche, qui dépend toujours des Grands Carmes, est saisie comme bien national.

#### Dans la première moitié duXXesiècle
Dans la première partie du XXe siècle, la première partie du chemin de Rangueil est gagnée par l'extension de l'urbanisation, particulièrement entre la voie de chemin de fer et le chemin de traverse de Rangueil (actuelle rue Léon-Bonnat). En 1925, Albert Bedouce, conseiller municipal de la ville, député et conseiller général de la Haute-Garonne, encourage le lotissement de la « cité Rangueil », entre l'avenue de Miègesolles (actuelle avenue Albert-Bedouce) et le chemin de Rangueil, autour de l'avenue des Avions. En 1931, l'avenue d'Italie est ouverte sur le chemin afin de permettre le développement du lotissement Jalabert et la construction de nouvelles maisons (actuels no 25 à 29). La croissance démographique du quartier s'accompagne de la construction de nouvelles infrastructures, comme les écoles de Rangueil (actuelles écoles maternelle et élémentaire Jules-Julien, no 4-6 avenue des Écoles-Jules-Julien). En 1932, sur décision du préfet de la Haute-Garonne, Armand Guillon, la première partie du chemin de Rangueil, jusqu'au carrefour de l'avenue de Miègesolles et de l'avenue des Avions, est incluse dans le périmètre de l'agglomération de Toulouse. 
En 1921, Marie-Marthe de Coste, qui avait ouvert en 1913 une institution catholique d'enseignement pour filles dans la rue Sesquières (actuel no 3), ouvre des écoles primaire élémentaire et élémentaire supérieure dans le château de Rangueil : c'est l'école du Sacré-Cœur de Rangueil (actuel no 68). Elle s'associe avec les religieuses de la Société du Sacré-Cœur de Jésus, qui avaient un internat dans la rue des Récollets (actuel collège Berthelot, no 59 rue Achille-Viadieu). Progressivement, le Sacré-Cœur devient un centre catholique actif, qui abrite également les militants de l'Action catholique ouvrière (ACO) et de la Jeunesse ouvrière chrétienne (JOC). En 1933 s'ouvre le pensionnat Sainte-Germaine.
Dans sa deuxième partie, entre le chemin de Miègesolles et le canal du Midi, le chemin de Rangueil conserve cependant un caractère rural. Il existe encore plusieurs propriétés agricoles, comme la métairie Montagnol, à proximité du canal (emplacement de la bibliothèque de l'INSA, actuel no 135), la métairie Dusset (emplacement du parc du bâtiment INSA Alumni, actuel no 135) ou la propriété Cuxac. La propriété des Escats quant à elle, devient en 1936 propriété de la ville qui y ouvre une « colonie scolaire ».

#### Dans la deuxième moitié duXXesiècle
En 1959, la création de l'université Toulouse-III-Paul-Sabatier a dérivé son ancienne direction. Le 4 avril 1960 le conseil municipal approuve le déclassement de la partie englobée dans l'université, au profit de celle-ci. Entre 1961 et 1967, l'École nationale supérieure de chimie de Toulouse (ENSCT), fondée en 1920 comme Institut de chimie par Paul Sabatier, quitte le site historique de la rue des Trente-Six-Ponts (emplacement de l'actuel no 42) pour s'installer sur le campus de Rangueil. En 1961, l'Institut national des sciences appliquées de Toulouse (INSA) est créé par décret, dont les bâtiments d'enseignement et de recherche, mais aussi les logements, sont rapidement construits entre 1962 et 1963, la première promotion faisant sa rentrée en octobre de cette année. 
Entre 1963 et 1964, la résidence Rangueil-Michel Marti est construite en arrière de l'avenue de Rangueil, jusqu'à la rue de Nîmes, sur des terrains agricoles restés libres entre la rue Léon-Bonnat, l'avenue de Rangueil et le canal du Midi. Le premier immeuble s'élève sur 9 étages, le long de la rue Duguay-Trouin. 
Le projet de modernisation de la ville porté par la municipalité encourage la densification du quartier. L'habitat se densifie le long de l'avenue de Rangueil. En 1969, la résidence Rangueil consiste en la construction d’un vaste ensemble d’immeubles (actuel no 101). De nouvelles résidences sont construites, telle le Panoramique (actuel no 3) ou Les Pléiades en 1987 (actuel no 17). En 1969, une partie des bâtiments du Sacré-Cœur de Rangueil sont dévolus à plusieurs institutions religieuses, parmi lesquels le séminaire régional, l'archevêché (actuel no 70), l'association Sainte-Germaine. On y trouve aussi l'école laïque La Prairie. 
Le projet municipal s'accompagne également du développement des infrastructures routières. Entre 1975 et 1981, la création de l'avenue du Saouzeloung et de la rocade sud (partie de l'actuel périphérique) vient bouleverser le quartier de l'avenue de Rangueil. Les habitants et les riverains se mobilisent contre les démolitions. Elle n'empêche cependant pas la disparition du château de Rangueil, démoli vers 1981. La rocade est ainsi aménagée en tranchée, afin de réduire les nuisances. Celle-ci est en partie couverte par une dalle, particulièrement dans le parc du Sacré-Cœur, partagé en deux parties par la tranchée.

## Patrimoine et lieux d'intérêt

### Établissements scolaires
- no  60 bis : collège Jean-Moulin.
- no  70 : groupe scolaire associatif de La Prairie[23].

### Complexe scientifique
- no  135-141 : Institut national des sciences appliquées de Toulouse (INSA). 
Les bâtiments de l'Institut national des sciences appliquées de Toulouse sont construits entre 1962 et 1963[20].

- tripodes B et C de la résidence universitaire. 
La réalisation du projet du complexe scientifique de Rangueil, commencée en 1961, s'accompagne de la construction de logements pour les étudiants. C'est dans ce cadre que sont construits entre 1967 et 1969, sur les plans des architectes René Egger, architecte en chef des bâtiments civils et des palais nationaux, et Ernest-Ferdinand Chabanne, plusieurs bâtiments en étoile : les « tripodes ». Le bâtiment B (Bichat) et le bâtiment C (Curie) sont élevés au nord du complexe scientifique, entre l'avenue de Rangueil et le chemin des Maraîchers. Ils comptent respectivement 570 et 613 chambres. Chaque tripode est constitué de trois corps de bâtiments de 200 chambres environ, rayonnant autour d'un hall central. Il comporte également trois foyers de cinquante places et une quinzaine de salles de travail aux différents étages[24].

### Église Saint-Marc
En 1984, à la suite de la fermeture de l'école la Maison du Sacré-Cœur de Kientzheim (Haut-Rhin), l'église Saint-Marc reçoit l'orgue qui en ornait l'église. Il avait été construit en 1846 par les frères Callinet de Rouffach (Haut-Rhin).

### Parcs et jardins

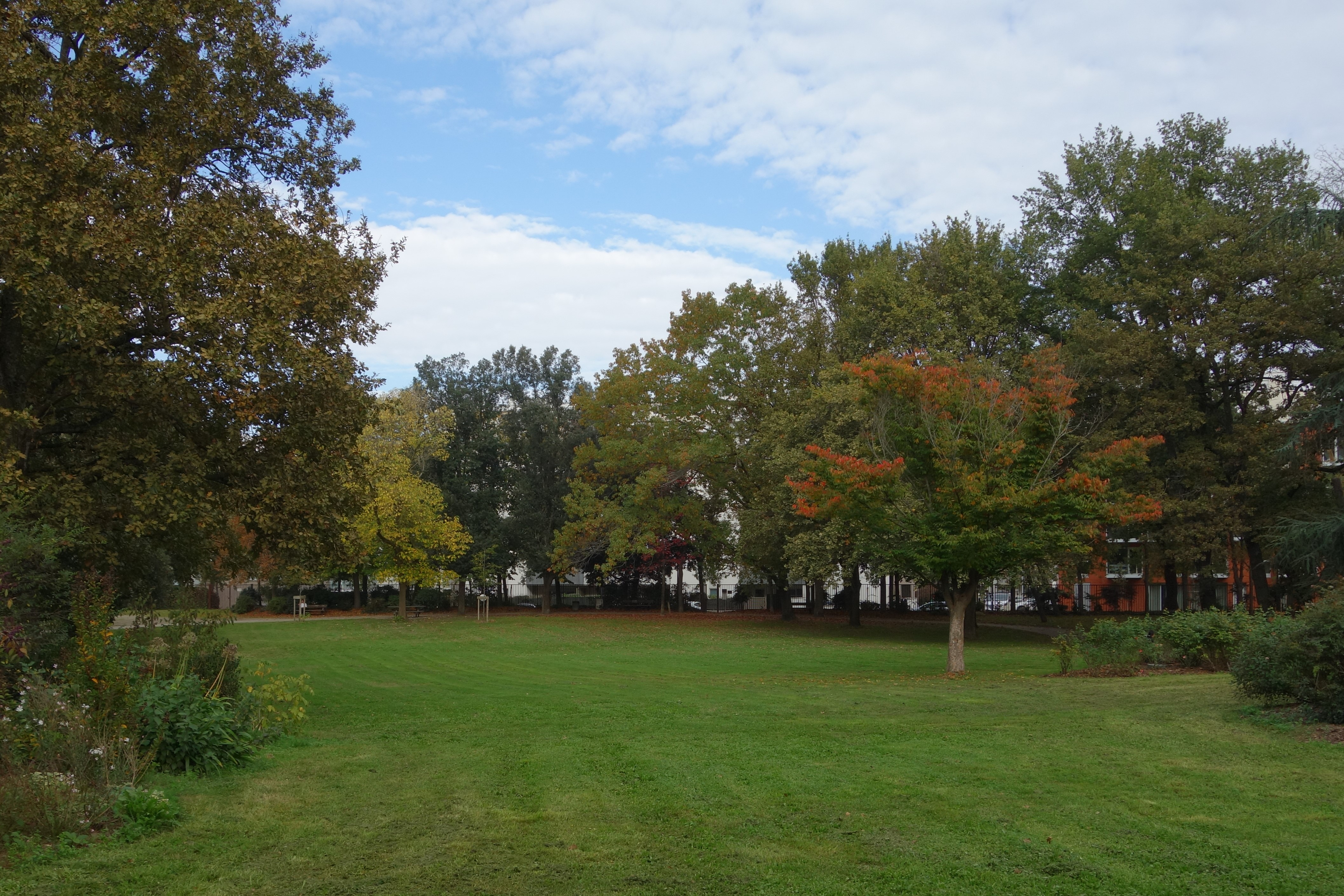
Le jardin du Sacré-Cœur.

- jardin de Rangueil.
Le jardin de Rangueil est aménagé en 1981, à l'emplacement de plusieurs parcelles non bâties à proximité immédiate de la résidence Rangueil-Michel Marti. Il est planté de nombreux variétés décoratives, cèdres, acacias et celtis.
- jardin du Sacré-Cœur. 
Le nouveau parc du Sacré-Cœur est aménagé après le percement de l'avenue du Saouzeloung et de la rocade sud (actuelle autoroute A620/périphérique). Il est ouvert en 1981, mais inauguré seulement le 25 mai 1987 par le maire, Dominique Baudis. Il possède une superficie de 2,5 hectares, partagés par la rocade, mais reliés par une dalle[3].